# Campeonato Mundial de Escalada de 1993
El II Campeonato Mundial de Escalada se celebró en Innsbruck (Austria) el 30 de abril de 1993 bajo la organización de la Federación Internacional de Escalada Deportiva (IFSC) y la Federación Austríaca de Deportes de Escalada.

## Medallistas

### Masculino
| Evento     | Oro                          | Plata                     | Bronce                         |
| ---------- | ---------------------------- | ------------------------- | ------------------------------ |
| Dificultad | François Legrand Francia     | Stefan Glowacz · Alemania | Yuji Hirayama Japón            |
| Velocidad  | Vladimir Netsvetayev · Rusia | Serik Kazbekov · Ucrania  | Yevhen Kryvosheitsev · Ucrania |

### Femenino
| Evento     | Oro                | Plata                           | Bronce                     |
| ---------- | ------------------ | ------------------------------- | -------------------------- |
| Dificultad | Susi Good · Suiza  | Robyn Erbesfield Estados Unidos | Isabelle Patissier Francia |
| Velocidad  | Olga Bibik · Rusia | Isabelle Dorsimond · Bélgica    | Renata Piszczek · Polonia  |

## Medallero
| Núm. | País           | Oro | Plata | Bronce | Total |
| ---- | -------------- | --- | ----- | ------ | ----- |
| 1    | Rusia          | 2   | 0     | 0      | 2     |
| 2    | Francia        | 1   | 0     | 1      | 2     |
| 3    | Suiza          | 1   | 0     | 0      | 1     |
| 4    | Ucrania        | 0   | 1     | 1      | 2     |
| 5    | Alemania       | 0   | 1     | 0      | 1     |
| 5    | Bélgica        | 0   | 1     | 0      | 1     |
| 5    | Estados Unidos | 0   | 1     | 0      | 1     |
| 8    | Japón          | 0   | 0     | 1      | 1     |
| 8    | Polonia        | 0   | 0     | 1      | 1     |
|      | TOTAL          | 4   | 4     | 4      | 12    |